# 拉差博披寺
拉差博披寺（泰語： Wat Ratchabophit），又译叻察波披寺，别称珍珠贝寺，是泰国曼谷拍那空县的法相应派佛寺，位于丰那空路和库孟敦运河（Khlong Khu Mueang Doem）旁，临近卧佛寺和大皇宫。该寺由五世王下令建造，于1869年建成。
拉差博披寺的全称是拉差博披沙提玛哈西玛兰王家寺院（泰語： Wat Ratchabophit Sathitmahasimaram Ratchaworawihan）。本寺住持是泰国自2017年以来的僧王颂德帕摩诃穆尼翁。

## 建筑
拉差博披寺佈局獨特，其精舍和戒堂合围成圆形，中央树立一座贴金舍利塔。舍利塔为锡兰风格，高43米，塔尖覆有橙色瓦片，顶有金球。戒堂装置10块门板，28块窗板，皆以泰式水磨漆金装饰。
拉玛五世在游历欧洲时受启发，而下令以哥特复兴式风格装修大殿内部。正门高3米，以珍珠贝镶嵌装饰。鼓楼为两层塔楼，六角尖顶，以蛇头和象头式样的泰式五色嵌瓷装饰。
拉差博披寺靠西的地方是泰国王室的陵墓区，这里建有大大小小的纪念碑，对应诸多王室成员，其中最有名的便是五世王朱拉隆功。拉玛九世普密蓬的骨灰亦埋于此地。

## 图册

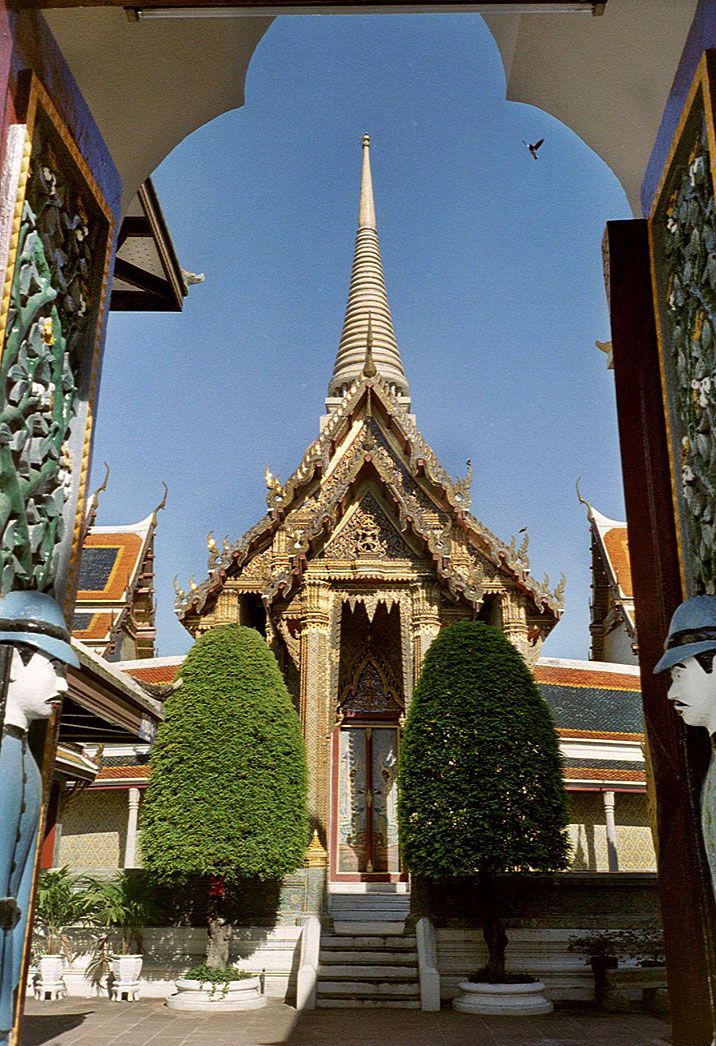
拉差博披寺
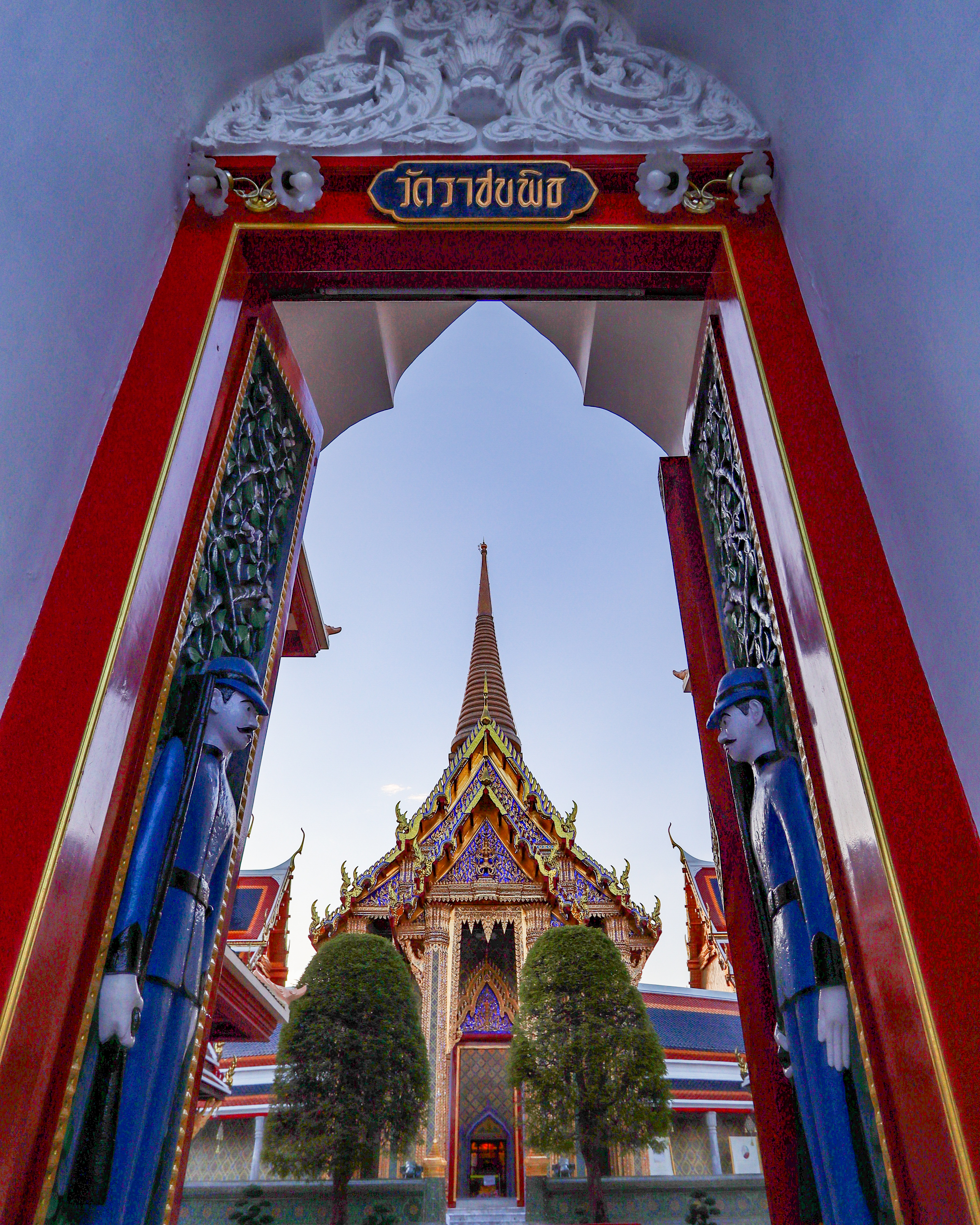
自大门向内望
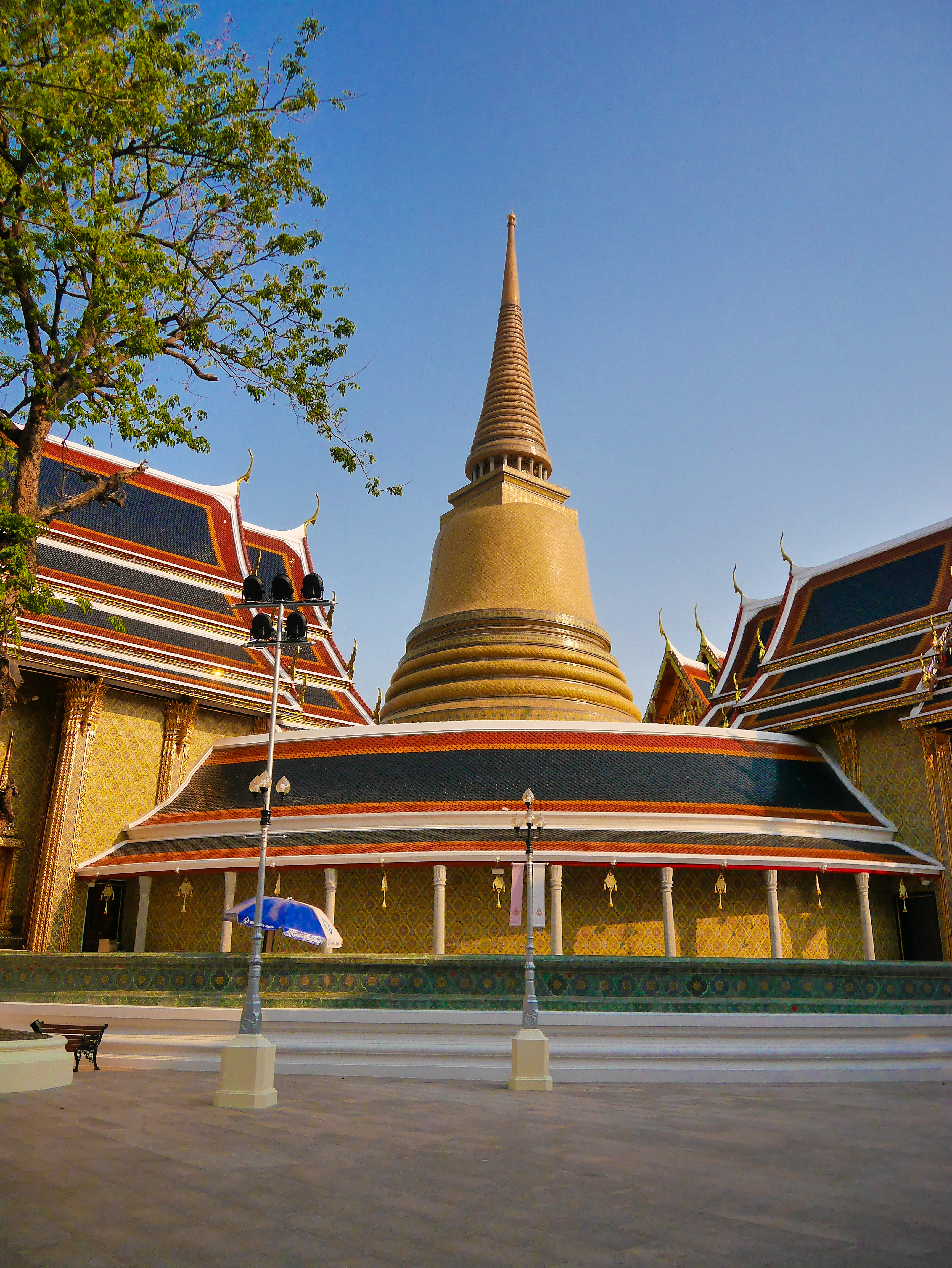
佛塔
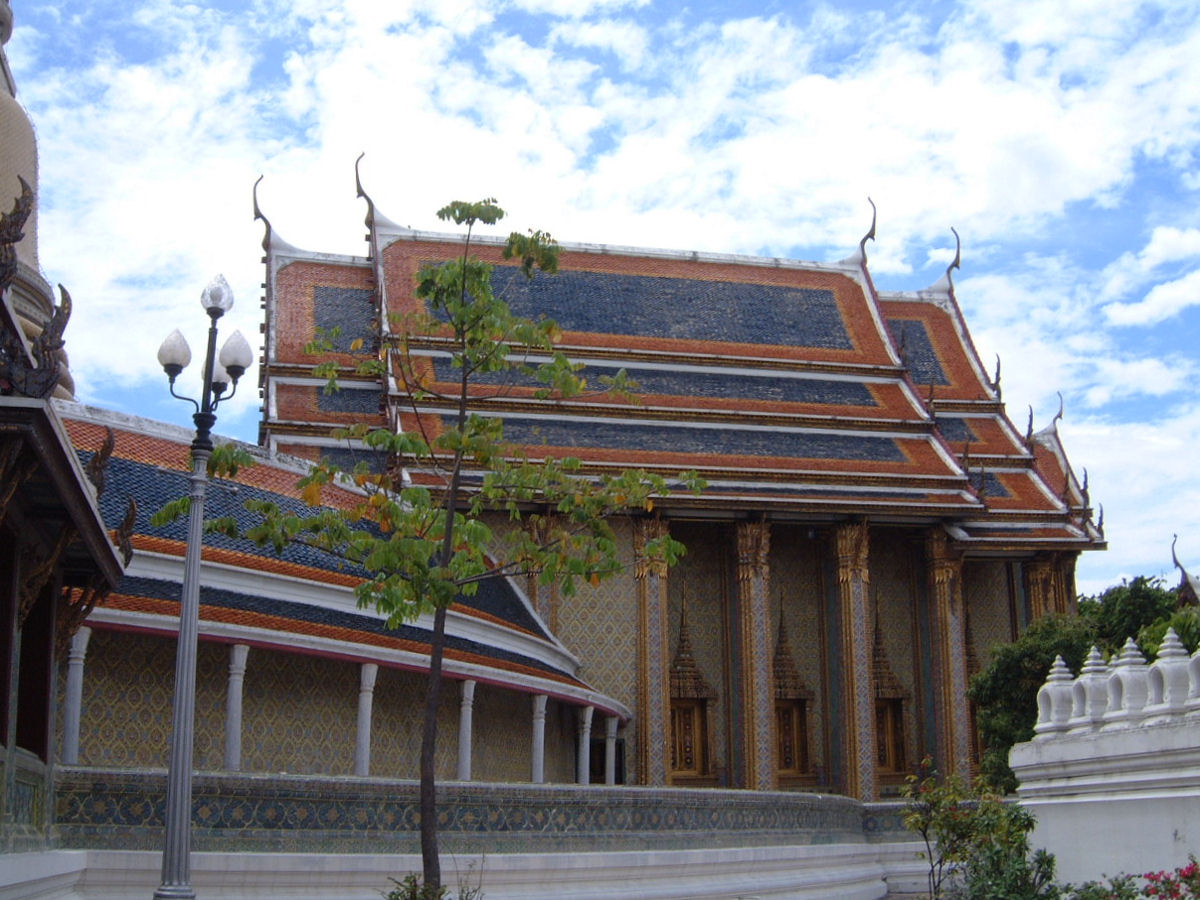
侧面看大殿及其圆形围墙
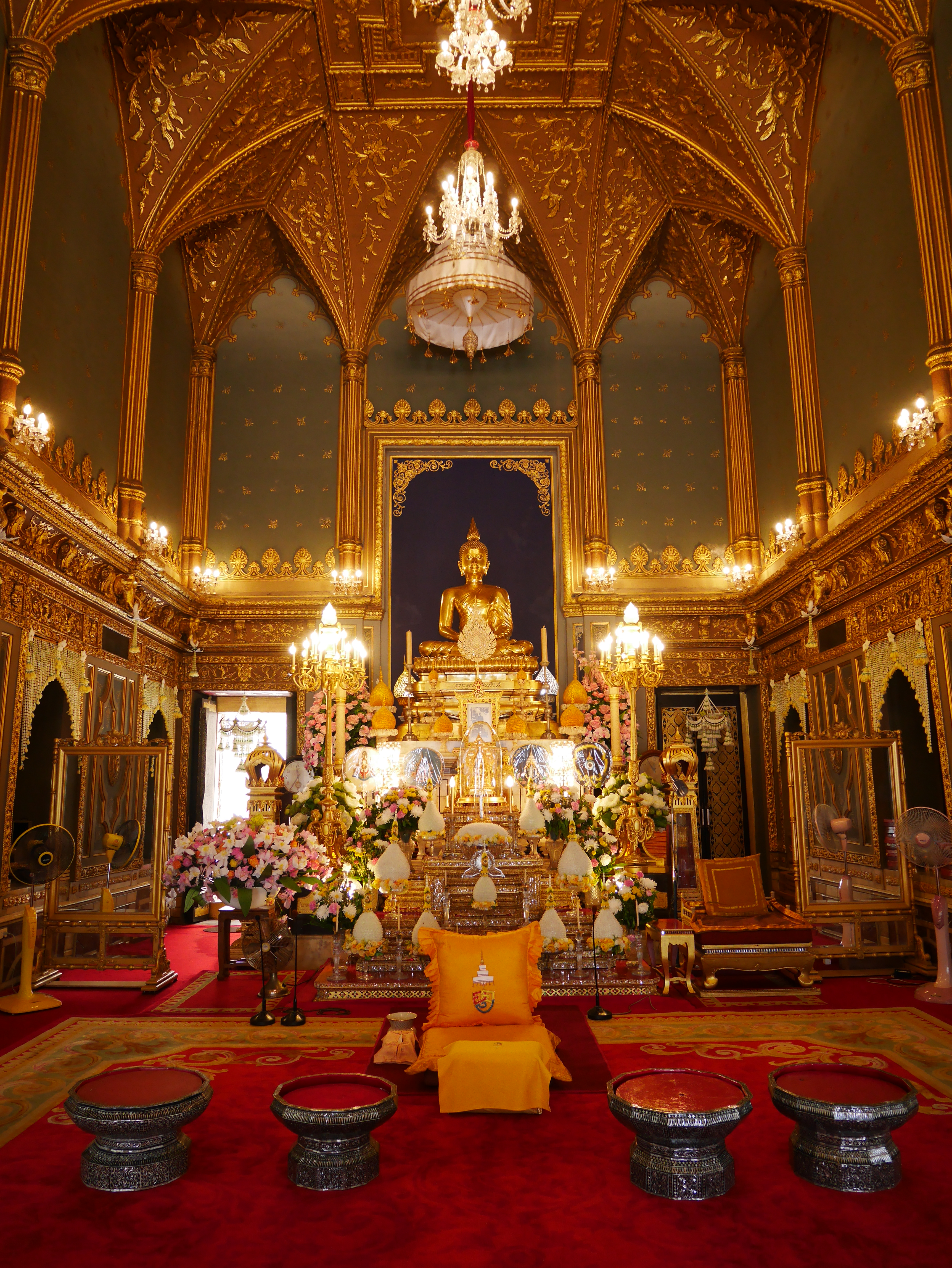
大殿内部以哥特复兴式风格装修
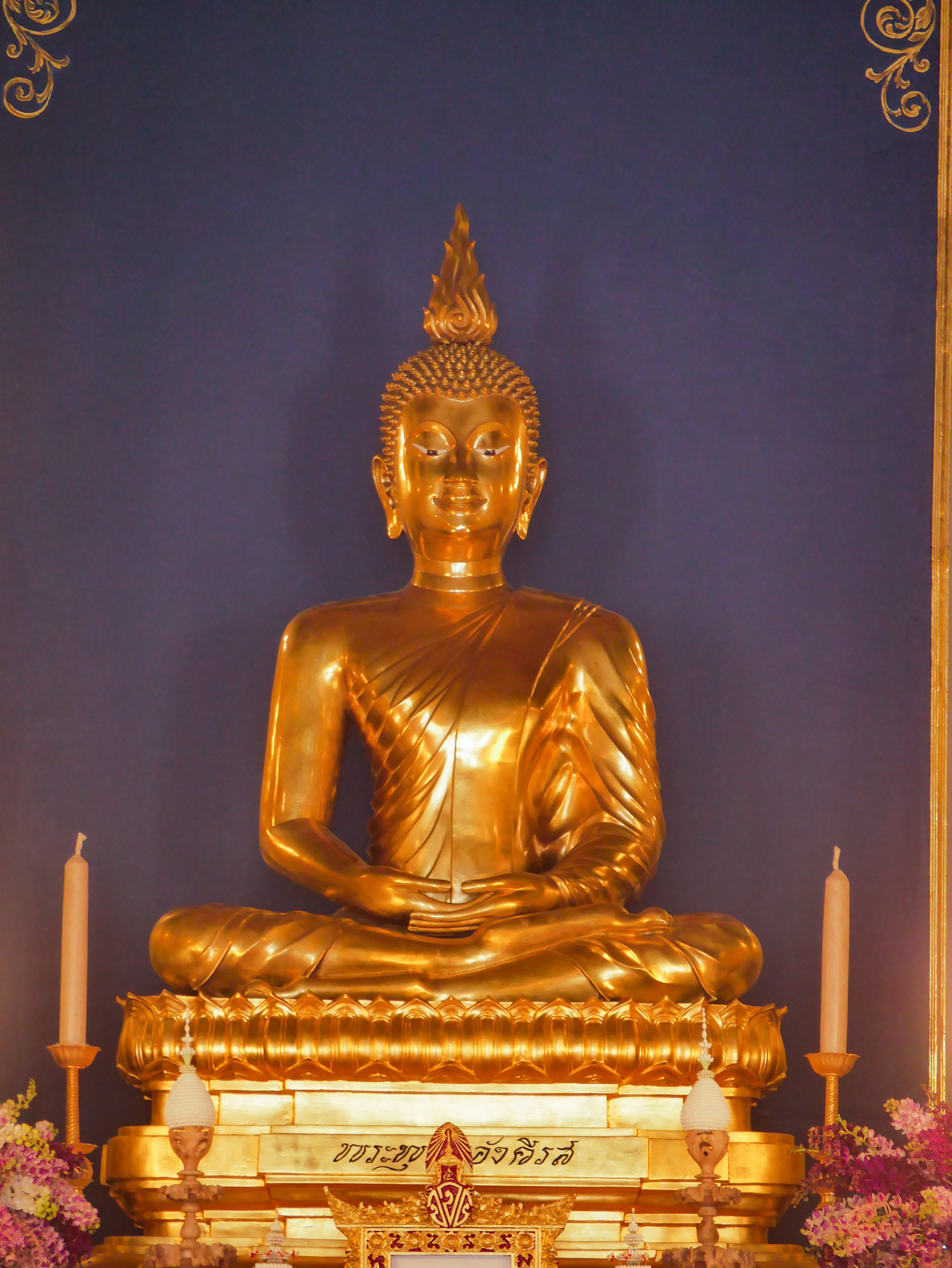
造像
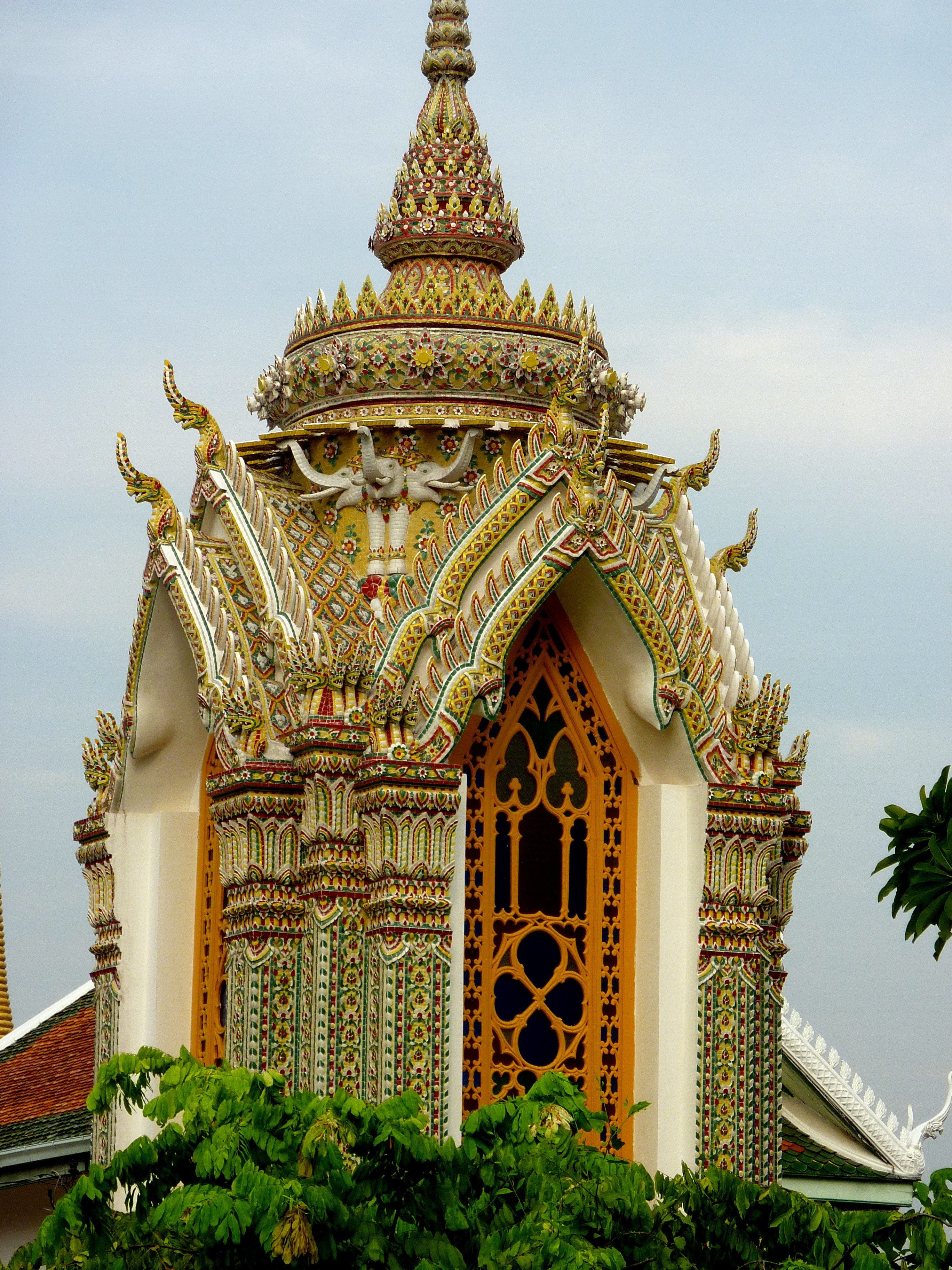
鼓楼
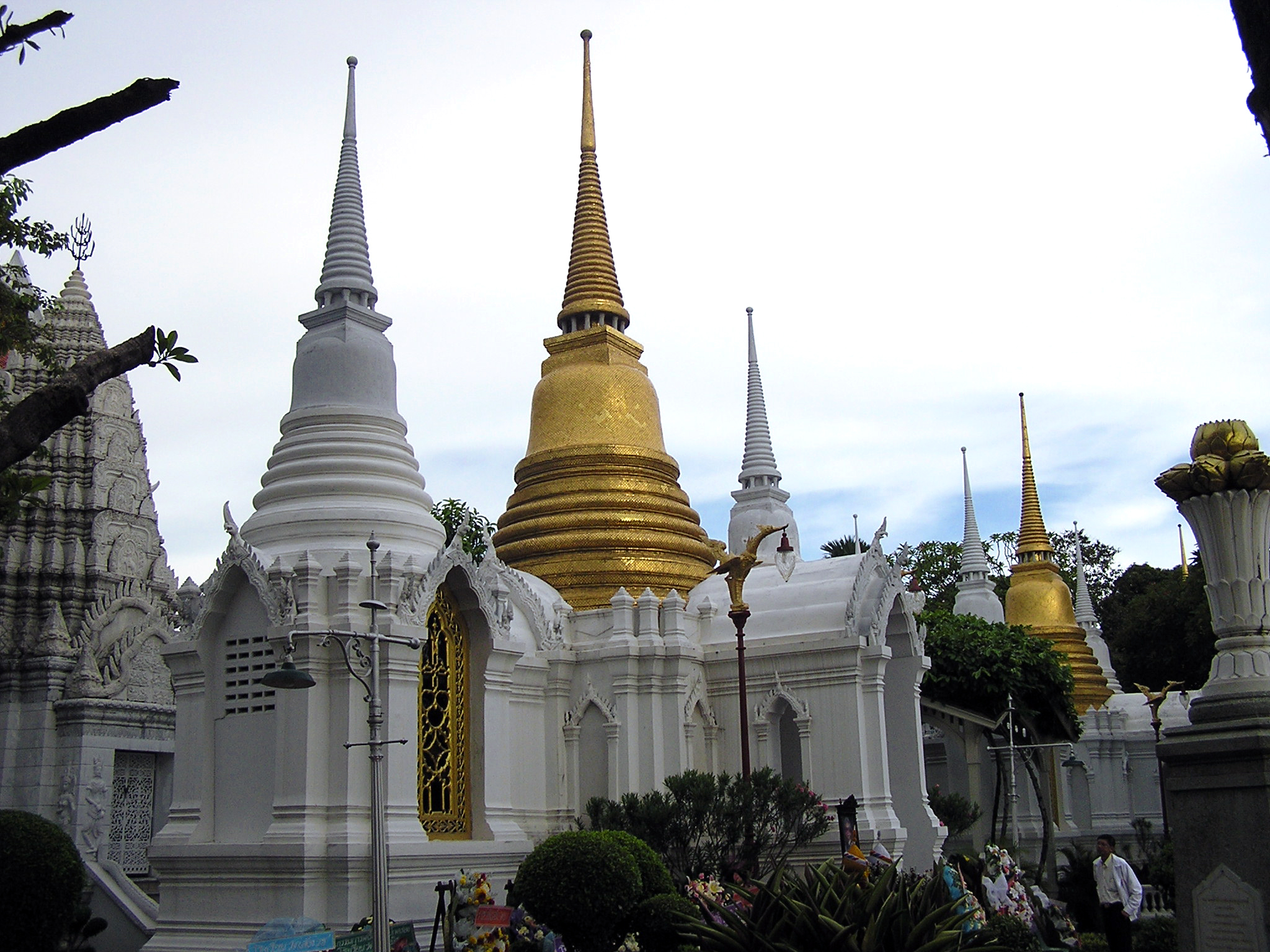
陵园的纪念碑
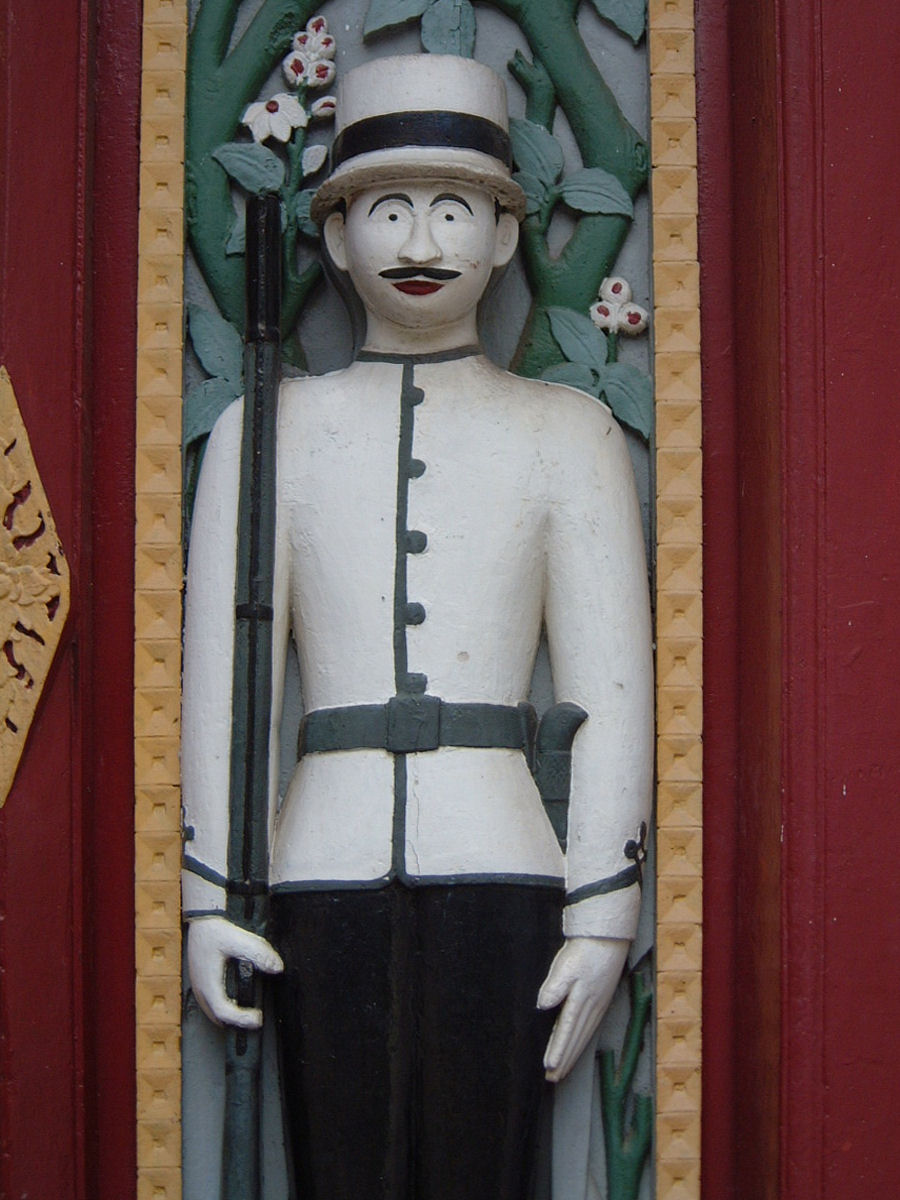
大门的卫兵式样守门天
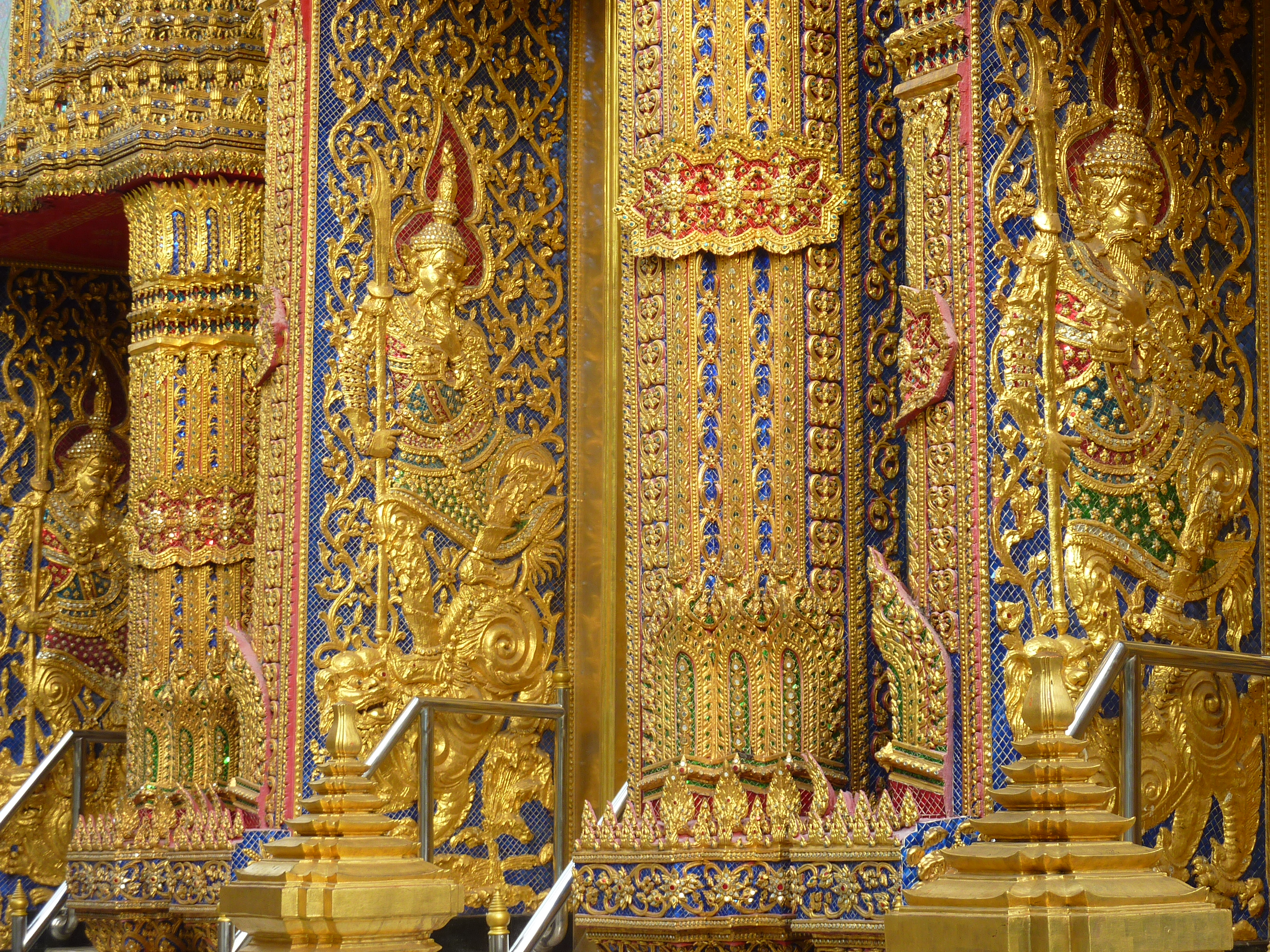
华丽的门板装饰
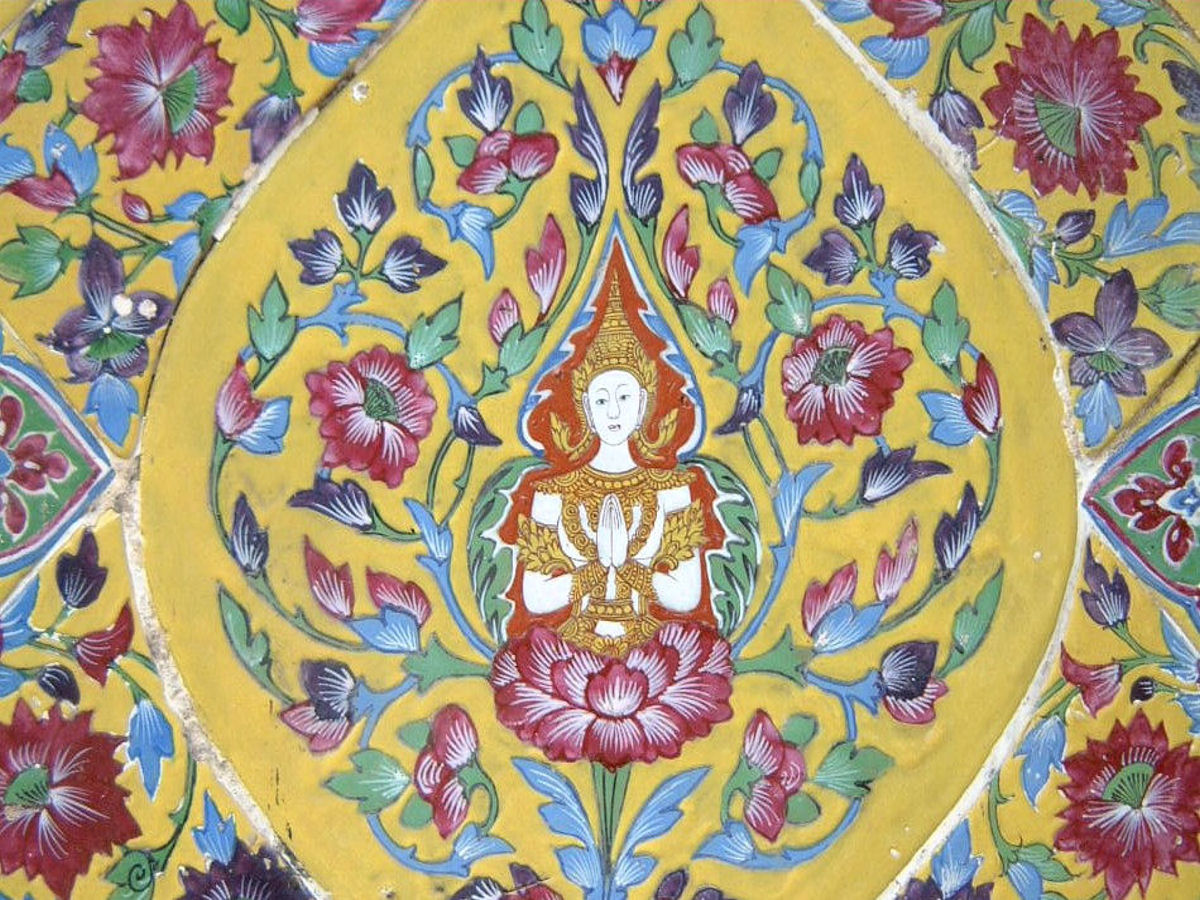
装饰纹样
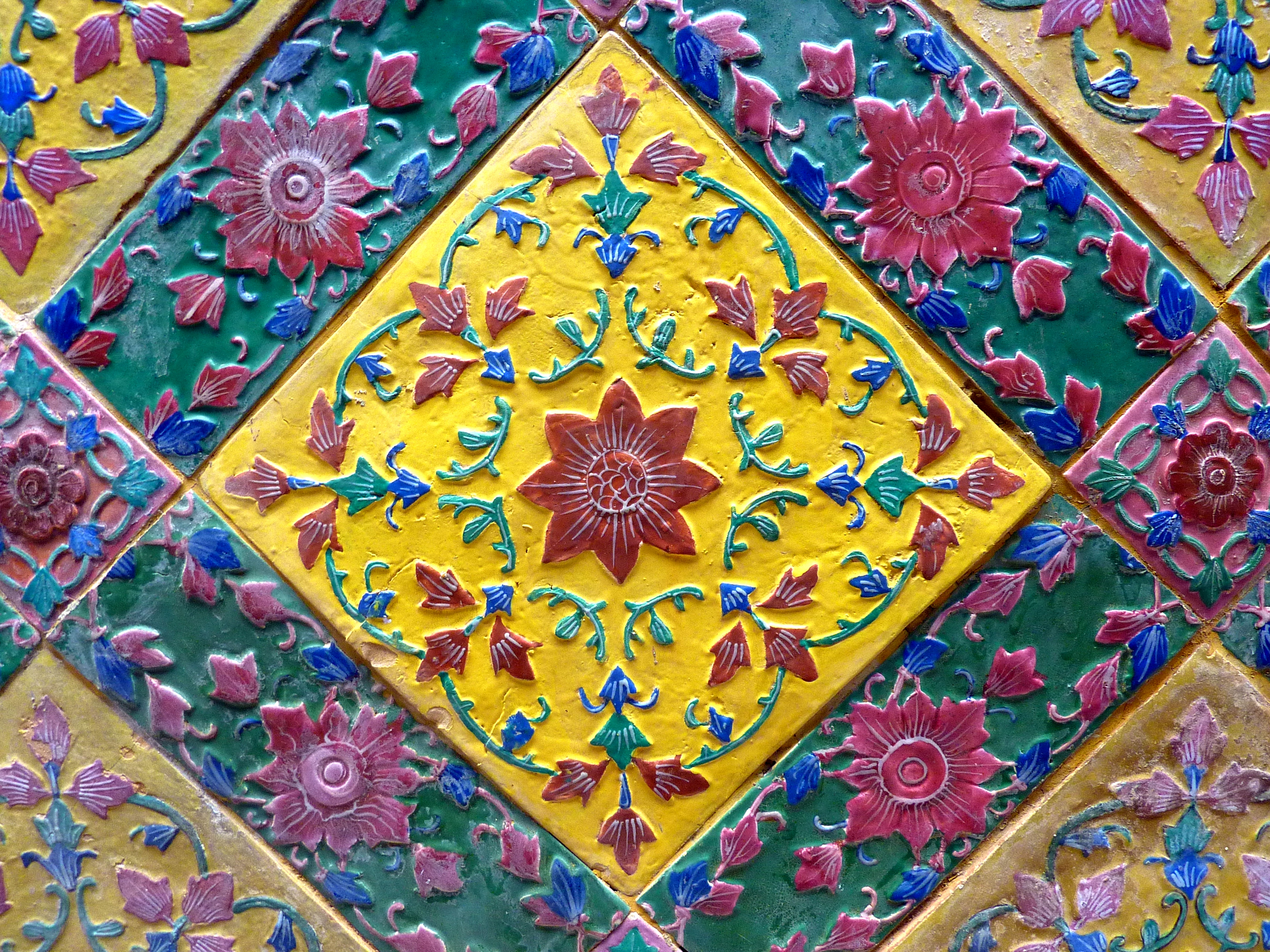
装饰纹样
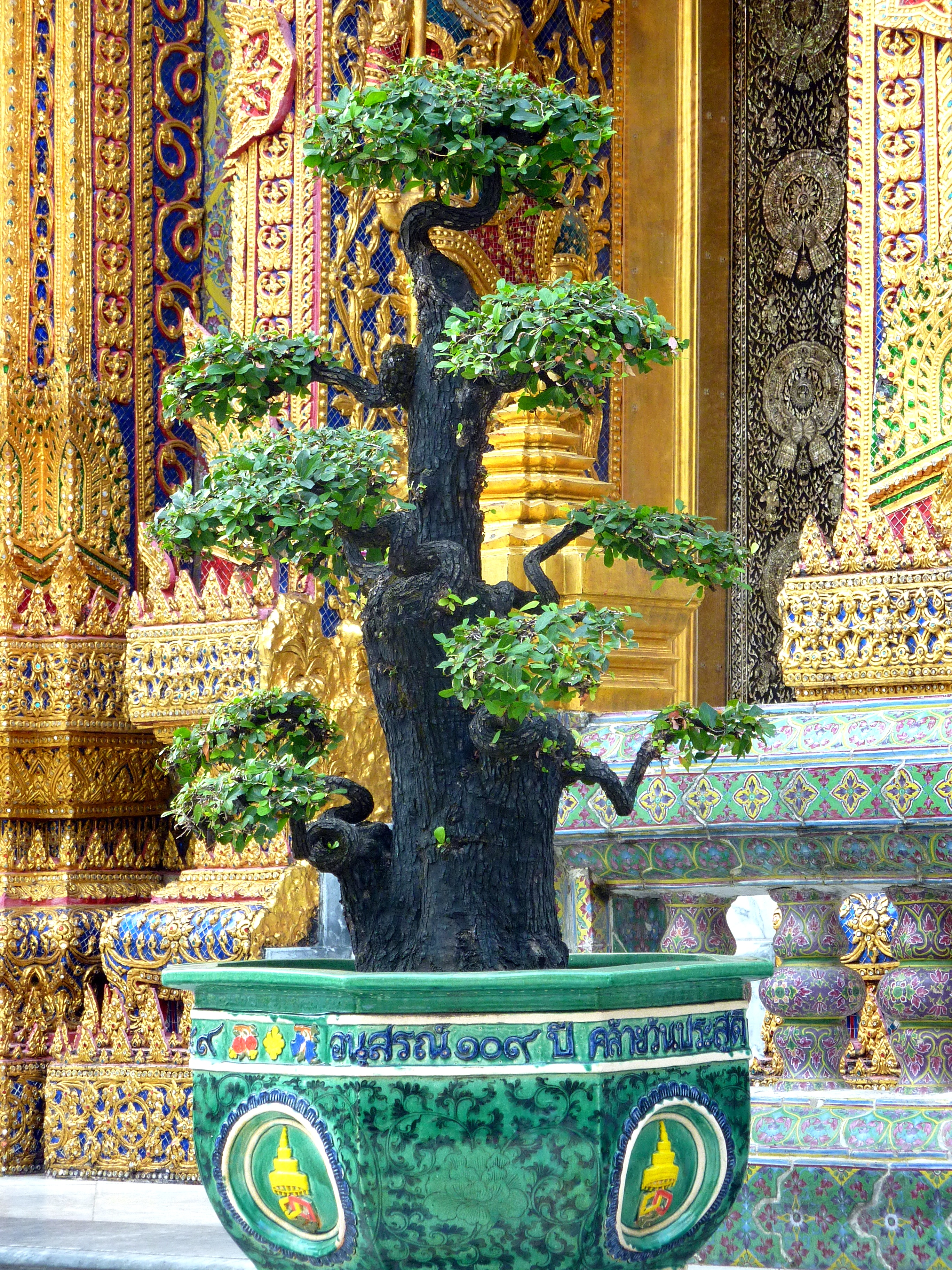
盆景
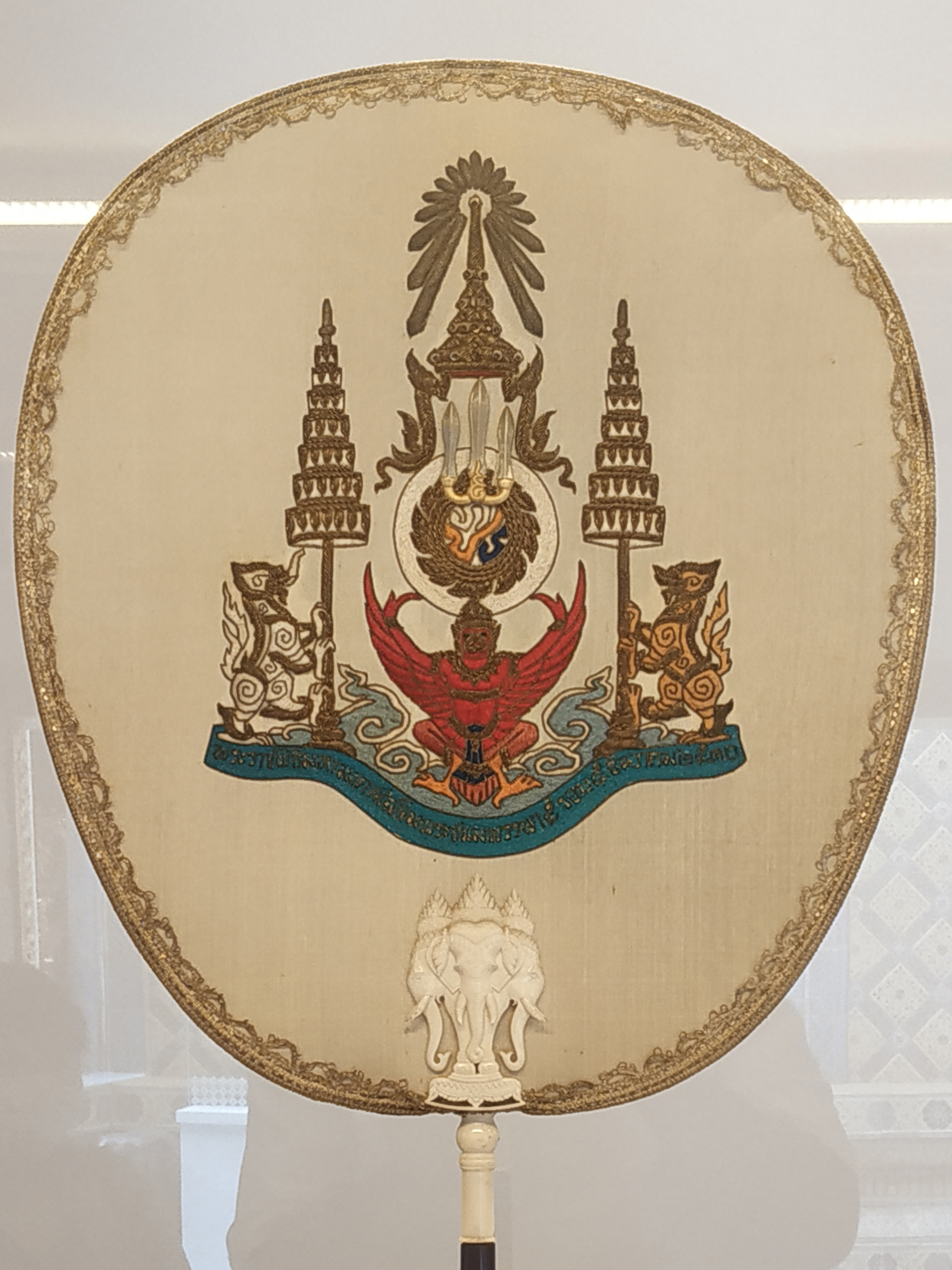
内部展出的五世王诞纪念扇

### 书目
- Liedtke, Marcel, , Norderstedt: Books on Demand GmbH, 2011, ISBN 978-3-8423-7029-6
- Spooner, Andrew; Hana Borrowman; William Baldwin, , UK: www.footprintbooks.com, 2011, ISBN 978-1-904777-94-6